# Claudio Musumeci

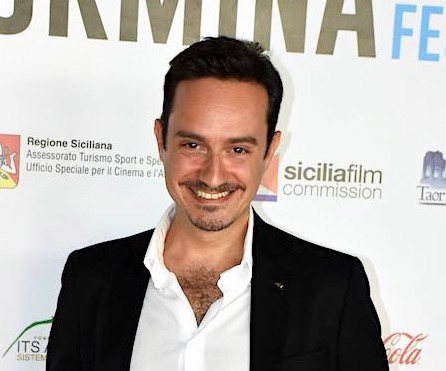
Claudio Musumeci al Taormina Film Fest 2017

Claudio Giovanni Musumeci (Catania, 16 ottobre 1981) è un attore italiano.

## Biografia
Secondogenito dell'attore Tuccio Musumeci, inizia a recitare da piccolo nel 1991, accanto al padre, nel film per la TV Album di famiglia diretto da Mario Calì, e nel 1992 nello spettacolo teatrale L'altalena, di Nino Martoglio, diretto ed interpretato da Turi Ferro e prodotto dal Teatro Stabile di Catania. 
Dopo la Maturità Scientifica, parallelamente alla recitazione, consegue la licenza di Pilota Commerciale (CPL) presso l'Aeroclub di Catania; la Licenza di pilota di Linea (ATPL) e la Licenza di Condotta di equipaggio multiplo (MCC), presso l' Alitalia Flight Training Centre di Fiumicino. Successivamente, si trasferisce negli USA, ad Arlington in Texas, volando specialmente nella parte meridionale degli USA, su aerei di categoria Aviazione Generale, e pilotando occasionalmente anche aerei a propulsione jet ,come l' L-39 Albatros ZA. In seguito, frequenta a Stoccolma in Svezia, il corso di volo sui simulatori di volo Airbus A320, alla Sas Scandinavian Flight Academy.

### Il teatro, il cinema e la televisione
Studia alla Lee Strasberg Theatre and Film Institute di New York e Cinematografia con Lina Wertmuller al Centro Studi Laboratorio d'Arte di Catania. La sua attività teatrale è legata principalmente al Teatro Brancati di Catania, partecipando a spettacoli come Il medico dei pazzidi Eduardo Scarpetta diretto da Armando Pugliese e La pensione Evadi Andrea Camilleri diretto da Giuseppe Dipasquale. Nel 2008, prende parte a La serva padrona di Giovanni Paisello diretta dal fratello Matteo Musumeci e prodotta dal Teatro Massimo Bellini di Catania. 
Successivamente, prende parte alla commedia musicale Pipino il brevedi Tony Cucchiara, prodotto dal Teatro Stabile di Catania, diretto da Giuseppe Dipasquale e diretto per la Rai da Giovanni Ribet, trasmesso su Rai5 nel 2011 e portato in tournée al Teatro Stabile di Genova. In seguito, prende parte al musical Troglostory, diretto da Tony Cucchiara, con le coreografie di Franco Miseria. Nel 2017, è invitato a cantare a Boston nel Massachusetts dal Sicilian Association of Greater Boston. 
Ha partecipato a film come Quell'estate felice - Maria Venera, con Aldo Puglisi e Olivia Magnani, diretto da Beppe Cino; La divina Dolzedia con Simona Izzo e Guia Jelo, diretto da Aurelio Grimaldi e presentato al Taormina Film Festival; Un viaggio per incontrare Mimìcon Giancarlo Giannini ed il padre Tuccio Musumeci, diretto da Alfredo Lo Piero e presentato alla 12ª edizione di Etna Comicsa Catania; Depistaggio Borsellino, con Nino Frassica e Tony Sperandeo, diretto da Aurelio Grimaldi ed è protagonista del corto Getaway Driver diretto da Teodor Dokov, presentato al The Quarantine Film Festival di Sofia in Bulgaria, al We Like 'Em Short Film Festival di Baker City nell'Oregon e premiato al 300 Seconds Short Film Festival di Toronto. 
Per la televisione, partecipa alla fiction Rai Màkari, diretto da Monica Vullo e Riccardo Mosca e alla seconda stagione della fiction Mediaset
Vanina - un Vicequestore a Catania, ancora una volta diretto da Riccardo Mosca. 

## Teatro
- L'altalena (1992), di Nino Martoglio, regia di Turi Ferro
- Fiat Voluntas Dei (2000-2008), di Giuseppe Macrì , regia di Tuccio Musumeci
- La Serva Padrona (2008), di Giovanni Paisiello regia di Matteo Musumeci
- Gli industriali del ficodindia (2009-2021), di Massimo Simili
- Piccolo Grande Varietà (2009-2025), di Marot's, Regia di Mario Sangani
- Troglostory (2009), di Gianluca Cucchiara e Tony Cucchiuara, regia di Tony Cucchiara
- Pipino il breve (2009), di Tony Cucchiara, regia di Giuseppe Dipasquale
- Un siciliano a Parigi (2010), adattamento di Romano Bernardi da Il sistema Ribadier di Georges Feydeau
- Miseria e nobiltà (2011) di Eduardo Scarpetta, regia di Nicasio Anzelmo
- Ragazzi per sempre (2012)
- Il cappello di carta (2012), di Gianni Clementi
- Fumo negli occhi (2013), di Faele e Romano, regia di Nicasio Anzelmo
- Aragoste di Sicilia (2014), di Gianni Grimaldi e Bruno Corbucci
- Il medico dei pazzi (2014), di Eduardo Scarpetta, regia di Armando Pugliese
- Non solo scugnizzi (2016)
- Annata ricca massaru cuntentu (2016), di Nino Martoglio
- Il Marchese di Ruvolito (2016), di Nino Martoglio
- Ccu i 'nguanti gialli - (Tutto per bene) (2017), di Luigi Pirandello
- Addio vecchio Sangiorgi (2018) , regia di Gianni Salvo
- La pensione Eva (2023), di Andrea Camilleri, regia di Giuseppe Dipasquale
- Balck Comedy (2024), di Peter Shaffer, regia di Nicasio Anzelmo
- La giara (2024), di Luigi Pirandello, regia di Giuseppe Dipasquale
- San Giovanni decollato (2025) di Nino Martoglio, regia di Giuseppe Romani

## Filmografia

### Cinema
- Quell'estate felice - Maria Venera, Regia di Beppe Cino (2007)
- La divina Dolzedia, Regia di Aurelio Grimaldi (2017)
- Un viaggio per incontrare Mimì, Regia di Alfredo Lo Piero - Docufilm (2024)
- Depistaggio Borsellino , Regia di Aurelio Grimaldi (2025)

### Televisione
- Album di famiglia, Regia di Mario Calì - Film per la TV (1991)
- Pipino il breve, Regia di Giovanni Ribet - Rai5 (2009)
- Librino Express, Regia di Alfio D'Agata - Corto per la TV (2018)
- Getaway Driver, Regia di Teodor Dokov - Corto per la TV (2022)
- Màkari, di Monica Vullo e Riccardo Mosca - Serie TV - 2 episodio - quarta stagione (2025)
- Vanina - un Vicequestore a Catania, Regia di Davide Marengo e Riccardo Mosca - Serie TV - seconda stagione (2025)